# Championnats d'Afrique de cyclisme sur piste 2022
Navigation
2021 2023
Les Championnats d'Afrique de cyclisme sur piste 2022 ont lieu du 14 au 17 juillet 2022 à Abuja au Nigeria.
Des championnats pour les juniors (moins de 19 ans) ont également lieu en même temps.

## Épreuves masculines
| Épreuves               | Or                                                                     | Argent                                                                    | Bronze                                                                  |
| ---------------------- | ---------------------------------------------------------------------- | ------------------------------------------------------------------------- | ----------------------------------------------------------------------- |
| Kilomètre              | Jean Spies                                                             | Johannes Myburgh                                                          | Ahmed Elsenfawi                                                         |
| Keirin                 | Jean Spies                                                             | Johannes Myburgh                                                          | Mohamed Nadjib Assal                                                    |
| Vitesse individuelle   | Jean Spies                                                             | Johannes Myburgh                                                          | Ahmed Elsenfawi                                                         |
| Vitesse par équipes    | Égypte Ahmed Saad Ahmed Elsenfawi Youssef Abouelhassan                 | Algérie El Khacib Sassane Mohamed Nadjib Assal Zaki Boudar                | Afrique du Sud Carl Bonthuys Johannes Myburgh Jean Spies                |
| Poursuite individuelle | Achraf Ed-Doghmy                                                       | Lotfi Tchambaz                                                            | Mohcine El Kouraji                                                      |
| Poursuite par équipes  | Algérie Yacine Chalel El Khacib Sassane Hamza Megnouche Lotfi Tchambaz | Maroc Mounir El Azhari Achraf Ed-Doghmy Mohcine El Kouraji Youssef Bdadou | Égypte Ahmed Saad Abdalrhman Fahim Ahmed Elsenfawi Youssef Abouelhassan |
| Course aux points      | Yacine Chalel                                                          | Hamza Megnouche                                                           | Abdalrhman Fahim                                                        |
| Scratch                | Achraf Ed-Doghmy                                                       | Carl Bonthuys                                                             | Abdalrhman Fahim                                                        |
| Course à l'américaine  | Algérie Yacine Chalel Lotfi Tchambaz                                   | Égypte Youssef Abouelhassan Ahmed Saad                                    | Algérie El Khacib Sassane Zaki Boudar                                   |
| Course à élimination   | Youssef Abouelhassan                                                   | Ahmed Saad                                                                | Carl Bonthuys                                                           |
| Omnium                 | Hamza Megnouche                                                        | Yacine Chalel                                                             | Carl Bonthuys                                                           |

## Épreuves féminines
| Épreuves               | Or                                                                                                 | Argent                                                | Bronze                    |
| ---------------------- | -------------------------------------------------------------------------------------------------- | ----------------------------------------------------- | ------------------------- |
| 500 mètres             | Ese Lovina Ukpeseraye                                                                              | Grace Ayuba                                           | Nesrine Houili            |
| Keirin                 | Ese Lovina Ukpeseraye                                                                              | Tawakalt Oyetayo Yekeen                               | Hapepa Eliwa              |
| Vitesse individuelle   | Gladys Grikpa Tombrapa                                                                             | Durogbade Adejoke                                     | Minata Soro               |
| Vitesse par équipes    | Nigeria Ese Lovina Ukpeseraye Tawakalt Oyetayo Yekeen Grace Ayuba                                  | Non attribuée                                         | Non attribuée             |
| Poursuite individuelle | Nesrine Houili                                                                                     | Ebtissam Zayed                                        | Danielle van Niekerk      |
| Poursuite par équipes  | Nigeria Ese Lovina Ukpeseraye Tawakalt Oyetayo Yekeen Treasure Meelubari Coxson Mary Sunday Samuel | Non attribuée                                         | Non attribuée             |
| Course aux points      | Ebtissam Zayed                                                                                     | Nesrine Houili                                        | Treasure Meelubari Coxson |
| Scratch                | Ebtissam Zayed                                                                                     | Chanté Olivier                                        | Danielle van Niekerk      |
| Course à l'américaine  | Égypte Ebtissam Zayed Hapepa Eliwa                                                                 | Nigeria Ese Lovina Ukpeseraye Tawakalt Oyetayo Yekeen | Non attribuée             |
| Course à élimination   | Ebtissam Zayed                                                                                     | Nesrine Houili                                        | Chanté Olivier            |
| Omnium                 | Ebtissam Zayed                                                                                     | Danielle van Niekerk                                  | Hapepa Eliwa              |

## Tableaux des médailles
| Rang  | Nation         | Or | Argent | Bronze | Total |
| ----- | -------------- | -- | ------ | ------ | ----- |
| 1     | Égypte         | 7  | 3      | 7      | 17    |
| 2     | Algérie        | 5  | 6      | 3      | 14    |
| 3     | Nigeria        | 5  | 4      | 1      | 9     |
| 4     | Afrique du Sud | 3  | 6      | 6      | 15    |
| 5     | Maroc          | 2  | 1      | 1      | 4     |
| 6     | Côte d'Ivoire  | 0  | 0      | 1      | 1     |
| Total | Total          | 22 | 20     | 19     | 61    |